# José María Morelos
José María Morelos y Payón (Valladolid, 30 september 1765 – Ecatepec, 22 december 1815) was een van de leiders gedurende de Mexicaanse Onafhankelijkheidsoorlog.
Morelos was een mesties die werd geboren in Morelia, dat toen nog Valladolid heette (de naam is ter ere van Morelos veranderd), in Michoacán. Op zijn 33e werd hij in 1798 een rooms-katholieke priester.
In 1810 sloot hij zich aan bij de rebellen van Miguel Hidalgo die voor onafhankelijkheid streden. Nadat Hidalgo gevangen was genomen en gedood, werd Morelos de leider van de opstand. Hij was een succesvol aanvoerder. In 1812 nam hij Oaxaca in en een jaar later de havenstad Acapulco. Hij wist Mexico-Stad in te sluiten, maar kon de stad niet innemen. Hij was zo'n goede legeraanvoerder dat Napoleon Bonaparte over hem zei: "Geef me drie mannen als Morelos en ik zou de hele wereld kunnen veroveren."
Morelos was voorstander van sociale en landbouwhervormingen ten gunste van de boerenbevolking, waardoor hij erg populair was. Hij was tegen het standensysteem en voor gelijke rechten voor alle rassen, maar tegelijkertijd was hij ook intolerant tegen andere religies en was hij voorstander van de monarchie. In 1813 riep hij het congres van Chilpancingo bijeen. Daar werd voor het eerst officieel de onafhankelijkheid verklaard, en er werd een ontwerp-grondwet opgesteld. Op dat moment leek hij aan de winnende hand te zijn: de hoofdstad Mexico-Stad was volledig omsingeld door Morelos' gebied. Hierna begonnen de Spanjaarden onder generaal Félix Calleja echter een tegenoffensief, waarbij vele steden heroverd werden, waaronder uiteindelijk zelfs Chilpancingo zelf.
In 1815 werd hij gevangengenomen, naar Mexico-Stad gevoerd en in het dorp Ecatepec als verrader gefusilleerd. Na zijn dood namen Vicente Guerrero en Guadalupe Victoria de leiding van de opstand over, maar een groot deel van het gebied dat door Morelos was bevrijd was al door de royalisten heroverd, en in de volgende jaren zou nog meer gebied verloren gaan.
José María Morelos is tegenwoordig een nationale held in Mexico en wordt gezien als een vader des vaderlands. Behalve Morelia is ook de staat Morelos naar hem genoemd. Morelos is bijgezet in de Ángel de la Independencia.
- Biblioteca Nacional de España: XX1015945
- Bibliothèque nationale de France: cb12465085s (data)
- Catàleg d'autoritats de noms i títols de Catalunya: 981058605106506706
- Gemeinsame Normdatei: 118860232
- International Standard Name Identifier: 0000 0000 6301 4654
- Library of Congress Control Number: n50006200
- Nationale Bibliotheek van Israël: 987007463639005171
- Nederlandse Thesaurus van Auteursnamen: 070829705
- SNAC: w6wh30zr
- Système universitaire de documentation: 027641023
- Trove: 1127830
- Virtual International Authority File: 12405644
- WorldCat: E39PBJccgGCvcx6fMqrR79qhHC